# 伊伊嘎迪鳥
伊伊嘎迪鳥（鄒語：vivikadi），是台灣鄒族神話中的神鳥，雖然個子小，但完成了舉天的創舉。

## 神話
過去的天空很低，跟玉山相接，因此動物可以活動的空間很少，也因為太陽過於靠近而植物稀疏，動物們為了改變這種狀況而聚集起來，嘗試把天舉高，都沒有成功，這時伊伊嘎迪鳥主動嘗試舉天，雖然野獸們笑牠個子小，但沒想到牠只是拍動翅膀，天就真的被舉高了（一說主動去推），動物們的生存環境也因此更加舒適。

## 其他版本
除了伊伊嘎迪鳥外，鄒族神祇中的主神哈莫也有舉天的事蹟。